# Карповка (Карповский сельсовет)
Карповка (бел. Карпаўка) — деревня в Лоевском районе Гомельской области Беларуси. Административный центр Карповского сельсовета.
На западе граничит с лесом.
Расположен в пределах республиканского заказника «Днепро-Сожский».

## География

### Расположение
В 11 км на северо-восток от Лоева, 45 км от железнодорожной станции Якимовка (на линии Гомель — Калинковичи), 80 км от Гомеля, в 0,5 км от границы с Украиной.

### Гидрография
На реке Сож (приток реки Днепр).

## Транспортная сеть
Транспортные связи по просёлочной, затем автомобильной дороге Гомель — Чернигов. Планировка состоит из длинной криволинейной меридиональной улицы, к которой с запада присоединяется переулок, с юга — короткая прямолинейная улица. Застройка двусторонняя, деревянная, усадебного типа.

## История
По письменным источникам известна с начала XIX века как деревня в Дятловской волости Белицкого уезда Могилёвской губернии. В 1816 году в Хоминской экономии Гомельского поместья графа П. А. Румянцева-Задунайского. С 1834 года во владении князя И. Ф. Паскевича. Согласно переписи 1897 года действовали хлебозапасный магазин, 2 ветряные мельницы, круподёрка.
В 1926 году работали начальная школа, почтовый пункт. С 8 декабря 1926 года центр Карповского сельсовета Дятловичского, с 4 августа 1927 года Лоевского, с 25 декабря 1962 года Речицкого, с 30 июля 1966 года Лоевского районов Гомельского (до 26 июля 1930 года) округа, с 20 февраля 1938 года Гомельской области. В 1930 году организован колхоз имени М. И. Калинина, работали 2 кузницы и ветряная мельница. Во время Великой Отечественной войны оккупанты в 1943 году сожгли 38 дворов. В боях при форсировании реки Сож и за освобождение деревни 29 сентября 1943 года отличился старший сержант Д. Усманов (присвоено звание Героя Советского Союза). 
Согласно переписи 1959 года центр совхоза «Карповка» (ныне присоединен к КСУП "Урожайный"), располагались кондитерский цех, швейная мастерская, цех безалкогольных напитков, средняя школа, клуб, библиотека, отделение связи, столовая, 2 магазина, детский сад, Первомайское лесничество.

## Население

### Численность
- 1999 год — 180 хозяйств, 420 жителей.

### Динамика
- 1816 год — 25 дворов, 140 жителей.
- 1897 год — 77 дворов, 501 житель (согласно переписи).
- 1926 год — 169 дворов 870 жителей.
- 1959 год — 621 житель (согласно переписи).
- 1999 год — 180 хозяйств, 420 жителей.